# اليوم العالمي للإبتسامة

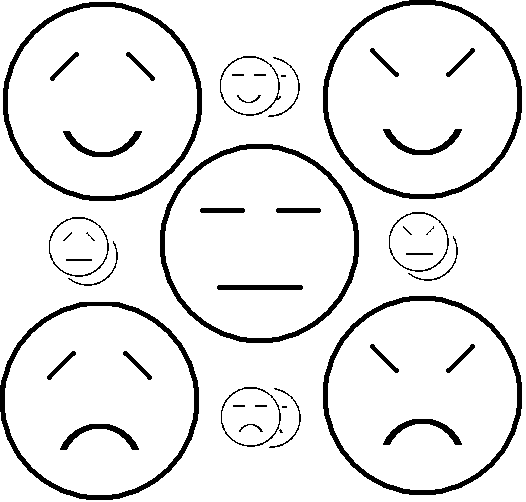

يحتفل باليوم العالمي للإبتسامة أو يوم الابتسامة في كل عام في أول أحد من شهر أكتوبر.
 وجاءت الفكرة من هارفي بال، هو فنان تجاري ومخترع السمايلي (Smiley Face). 

## القصة
منذ عام 1999, جاءت في بالِ هارفي فكرة الاحتفال كل أول يوم جمعة من شهر أكتوبر بيوم الابتسامة. في عام 2001, توفي صاحب السمايلي (الوجه المبتسم) لكنه تم إنشاء «مؤسسة هارفي بال للإبتسامة العالمية» وذلك تكريماً للمصمم. ومنذ ذلك العام، المؤسسة هي الجهة الكفيلة باليوم العالمي للإبتسامة.  
تخصص، في كل عام، أموال نهايته للأعمال الخيرية. حيث يتم التشجيع على الفرح والأعمال الجيدة في جميع أنحاء العالم. وأيضاً وليومٍ واحد على الأقل فليصاب الجميع بعدوى اللطف في هذا اليوم. 

## روابط خارجية
- (Página oficial del World Smile Day (inglés